# Sällt det folk som jubelklangen förstår
Sällt det folk som jubelklangen förstår är en kör med text av Albert Laurell (signaturen "Alstav") som bygger på en bibeltext från Psaltaren 89:16. Melodin som används är förmodligen svensk.

## Publicerad i
- Frälsningsarméns sångbok 1929 som nr 153 i köravdelningen under rubriken "Jubel, strid och erfarenhet".
- Frälsningsarméns sångbok 1968 som nr 156 i köravdelningen under rubriken "Jubel, Strid Och Erfarenhet".
- Frälsningsarméns sångbok 1990 som nr 865 under rubriken "Glädje, vittnesbörd, tjänst".
- Sångboken 1998 som nr 190.